# 독일의 기 목록
이 문서는 독일과 관련된 깃발을 나열한 목록이다.

## 국기

독일의 국기
독일의 정부기
해군기 및 군기
대통령기
세로 방향으로 게양된 국기
세로 방향으로 게양된 정부기
우편기 (1950년~1994년)

## 역대 독일의 국기

### 신성 로마 제국 이전

바이에른 공국의 국기 555년 경-1623년
신성 로마 제국
브란덴부르크 변경백국 (1157년-1806년)
작센 선제후국 (1356년-1806년)
바이에른 선제후국 (1623년-1806년)
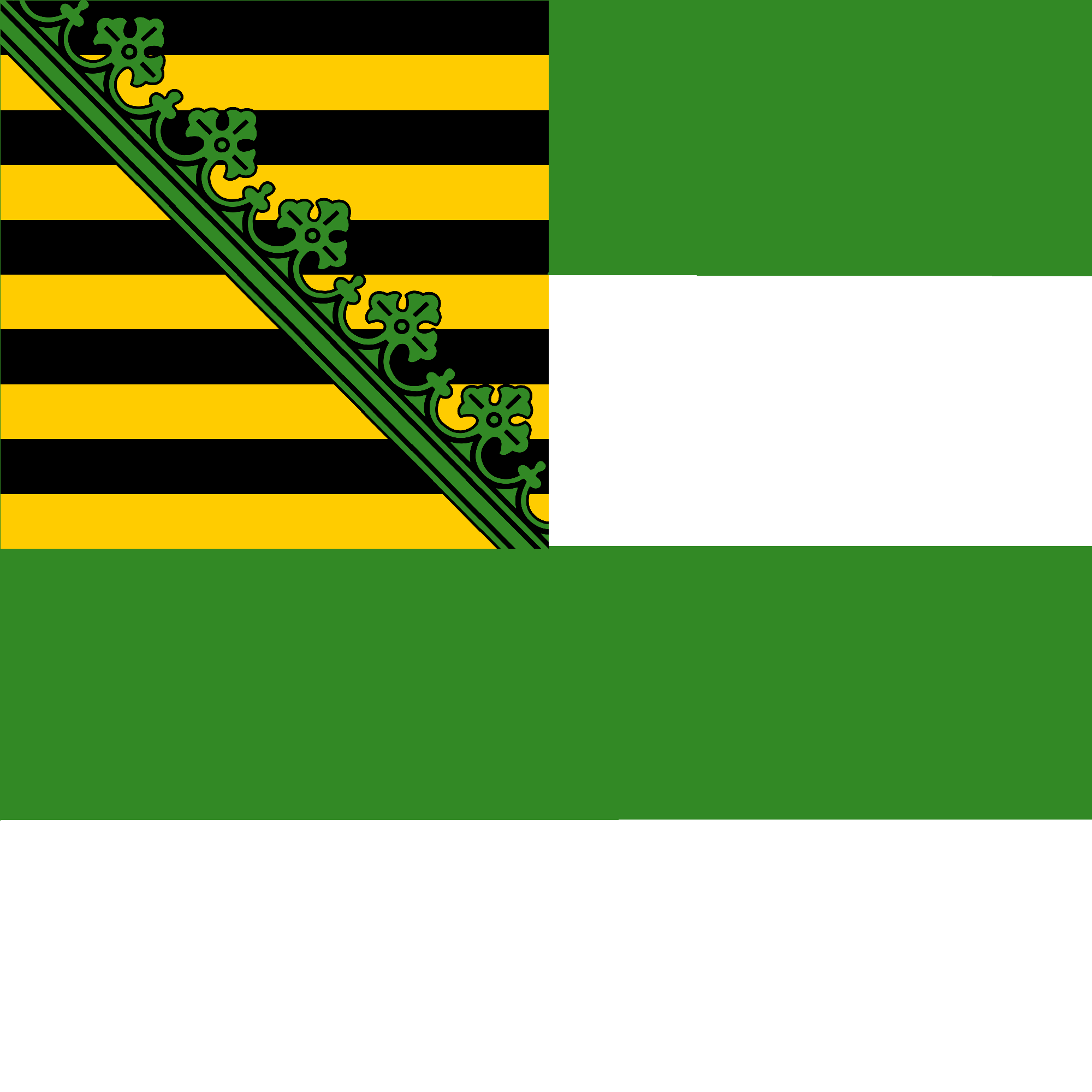
작센마이닝겐 공국의 국기 (1675년-1918년)
브라운슈바이크뤼네부르크 선제후국 (1692년-1807년)
바이에른 왕국 (1806년-1918년)
나사우 공국 (1806년-1866년)
베스트팔렌 왕국 (1807년-1813년)
하노버 왕국의 국기 (1814년-1866년)
독일 연방 (1815년-1866년)
작센코부르크고타 공국의 국기 (1826년-1918년)
북독일 연방의 국기 (1867년-1871년)

### 독일의 통일이후의 기

북독일 연방, 독일 제국 (1866년-1918년)
바이마르 공화국 (1919년-1933년)
독일 제국 (1933년-1935년)
나치 독일의 국기 (1935년-1945년)
연합국 점령기 시절의 상선기 (1945년-1949년)
동독의 국기 (1949년-1959년)
동독의 국기 (1959년-1990년)
올림픽 독일 연합 선수단 기 (1960년-1964년 하계·동계 올림픽. 1956년 당시에는 동독과 서독이 같은 국기를 사용했으므로 단일팀 국기를 따로 만들 필요가 없었다. 그리고 1968년 올림픽에서는 동독과 서독의 국기 대신 이 기를 사용했다.)
독일연방공화국 정부기
서독 및 통일된 독일의 국기 (1949년-현재)

## 독일의 주기
| 기 | 주                                 | 제정                                                 | 풀이                                              |
| -- | ---------------------------------- | ---------------------------------------------------- | ------------------------------------------------- |
|    | 바덴뷔르템베르크주                 |                                                      |                                                   |
|    | 바덴뷔르템베르크 주 (대형 문장기)  |                                                      |                                                   |
|    | 바덴뷔르템베르크 주 (소형 문장기)  |                                                      |                                                   |
|    | 바이에른주 (직선형)                |                                                      |                                                   |
|    | 바이에른 주 (마름모꼴)             |                                                      |                                                   |
|    | 베를린                             | 1954년 제정(서독), 1990년 이후 통합 베를린의 기가 됨 | 주기의 곰은 베를린의 어원이 곰(Bär)이기 때문이다. |
|    | 브란덴부르크주                     |                                                      |                                                   |
|    | 브레멘                             |                                                      |                                                   |
|    | 함부르크                           |                                                      |                                                   |
|    | 헤센주                             |                                                      |                                                   |
|    | 헤센 주 (문장기)                   |                                                      |                                                   |
|    | 메클렌부르크포어포메른주           |                                                      |                                                   |
|    | 메클렌부르크포어포메른 주 (문장기) |                                                      |                                                   |
|    | 니더작센주                         |                                                      |                                                   |
|    | 노르트라인베스트팔렌주             |                                                      |                                                   |
|    | 노르트라인베스트팔렌 주 (문장기)   |                                                      |                                                   |
|    | 라인란트팔츠주                     |                                                      |                                                   |
|    | 자를란트주 (상세)                  | 1957년 제정                                          |                                                   |
|    | 작센 자유주                        |                                                      |                                                   |
|    | 작센 자유주 (문장기)               |                                                      |                                                   |
|    | 작센안할트주                       |                                                      |                                                   |
|    | 작센안할트 주 (문장기)             |                                                      |                                                   |
|    | 슐레스비히홀슈타인주               |                                                      |                                                   |
|    | 슐레스비히홀슈타인 주 (문장기)     |                                                      |                                                   |
|    | 튀링겐주                           |                                                      |                                                   |
|    | 튀링겐 주 (문장기)                 |                                                      |                                                   |